# Народний художник України
Наро́дний худо́жник Украї́ни (первісно — народний художник УРСР)  — державна нагорода України — почесне звання України, яке надається Президентом України відповідно до Закону України «Про державні нагороди України». Згідно з Положенням про почесні звання України від 29 червня 2001 року, це звання присвоюється:
|  | діячам образотворчого, монументального і декоративного мистецтва за створення високохудожніх творів у галузі живопису, графіки, скульптури, декоративного і прикладного мистецтва, що здобули широке вітчизняне і міжнародне визнання |

Первісне звання — народний художник УРСР — було встановлено 13 січня 1934 року. Звання надавала Президія Верховної Ради УРСР . Поновлено по війні 26 вересня 1944.
Нагрудний знак «Народний художник України» виготовляється з позолоченого срібла і містить  під  назвою  почесного звання зображення пальмової гілки.

## Народні художники України
1992 рік
- Балабін Альберт Григорович[2]
- Гінзбург Віталій Аркадійович[3]
- Гурін Василь Іванович[4]
- Макогон Іван Васильович[5]
- Митяєва Лідія Мефодіївна[6]
- Подерв'янський Сергій Павлович[7]
- Товстуха Леонід Самійлович[8]
- Чебикін Андрій Володимирович[9]
- Чепелик Володимир Андрійович[10]

1993 рік
- Базилевич Анатолій Дмитрович[11]
- Губарев Олександр Іванович[12]
- Масаутов Рафаель Зейнурович[13]

1994 рік
- Адаменко Станіслав Михайлович[14]
- Жоголь Людмила Євгенівна[14]
- Максименко Микола Антонович[14]
- Навроцький Василь Миколайович[14]
- Нарбут Данило Георгійович[14]
- Ралко Марія Олександрівна[14]
- Тартаковський Ісак Йосипович[15]

1995 рік
- Білас Михайло Якимович[16]
- Волобуєв Євген Всеволодович[16]
- Чуйков Євген Васильович[17]
- Верес Ганна Іванівна[18]
- Кецало Зеновій Євстахович[19]
- Кунцевич Едвард Михайлович[20]
- Джус Людмила Тимофіївна[21]
- Джус Степан Петрович[21]

1996 рік
- Кущ Анатолій Васильович[22]
- Прядка Володимир Михайлович[22]
- Нечипоренко Сергій Григорович[23]
- Холоменюк Іван Олександрович[24]
- Віцько Іван Михайлович[25]
- Музика Олександр Федорович[25]
- Чумак Іван Михайлович[25]

1997 рік
- Вергун Наталія Іванівна[26]
- Цвєткова Валентина Петрівна[27]
- Печорний Петро Петрович[28]
- Лоза Адольф Іванович[29]
- Надєждін Михайло Володимирович[30]
- Попов Микола Тарасович[31]
- Стороженко Микола Андрійович[31]

1998 рік
- Чуприна Володимир Григорович[32]
- Хіміч Лариса Михайлівна[33]
- Лопухова Надія Йосипівна[34]
- Самотос Іван Михайлович[35]
- Ємець Володимир Володимирович[36]
- Гайдамака Анатолій Васильович[37]
- Андрієвський Леонід Іванович[38]
- Міщенко Олексій Михайлович[39][40]
- Сидоренко Віктор Дмитрович[39]
- Тулін Борис Леонідович[39]
- Ясиненко Микола Васильович[39]
- Андрущенко Микола Дмитрович[41]
- Пшінка Микола Сергійович[42]

1999 рік
- Платонов Анатолій Георгійович[43]
- Перевальський Василь Євдокимович[44]
- Медвідь Любомир Мирославович[45]
- Забашта Василь Іванович[46]

2000 рік
- Габда Василь Георгійович[47]
- Фіщенко Олексій Федорович[48]

2001 рік
- Гуйда Михайло Євгенович[49]
- Куткін Володимир Сергійович[49]
- Лопата Василь Іванович[50]
- Ряснянський Михайло Олексійович[50]

2002 рік
- Черняк Франц Андрійович[51]
- Риндзак Тадей Йосифович[52]
- Кокін Михайло Олександрович[53]
- Балаш Віктор Григорович[54]
- Марчук Іван Степанович[55]
- Зорко Юрій Валентинович[56]

2003 рік
- Чиж Станіслав Олександрович[57]
- Дерегус-Лоренс Наталія Михайлівна[58]
- Слєпцов Григорій Кузьмич[59]
- Герц Юрій Дмитрович[60]

2004 рік
- Басов Яків Олександрович[61]
- Галькун Тетяна Дмитрівна[62]
- Гавдзинський Альбін Станіславович[63]
- Боровський-Бродський Давид Львович[64]
- Сидоров Валентин Михайлович[64]
- Бабенцов Віктор Володимирович[65]
- Сядристий Микола Сергійович[66]
- Приходько В'ячеслав Опанасович[67]
- Шутєв Іван Михайлович[67]
- Рижих Віктор Іванович[68]
- Кирич Едуард Ілліч[69]
- Чорнощоков Анатолій Євгенович[70]
- Магро Петро Іванович[71]

2005 рік
- Василенко Анатолій Петрович[72]

2006 рік
- Грейсер Павло Павлович[73]
- Шендель Володимир Степанович[74]
- Скакун Ярослав Іванович[75]
- Мичка Золтан Федорович[76]
- Пасивенко Володимир Іванович[76]
- Патик Володимир Йосипович[76]
- Чумак Євген Федорович[76]
- Левитська Марія Сергіївна[77]

2007 рік
- Бокотей Андрій Андрійович[78]
- Ніколайчук Наталія Іванівна[79]
- Антонюк Андрій Данилович[80]
- Скакандій Василь Юлійович[81]
- Клименко Федір Максимович[82]
- Синькевич Юлій Львович[83]

2008 рік
- Гальперін Юлій Аркадійович[84]
- Василик Роман Якимович[85]
- Ярич Василь Якимович[85]
- Сорока Аркадій Васильович[86]
- Бровді Іван Васильович[86]
- Ганоцький Василь Леонтійович[86]
- Сахалтуєв Радна Пилипович[87]
- Пасічанський Ярослав Іванович[88]
- Бережний Микола Федорович[89]
- Мазур Микола Іванович[89]
- Стратілат Микола Іванович[89]
- Якутович Сергій Георгійович[89]
- Чорний Михайло Никифорович[90]
- Шостя Віталій Костянтинович[90]
- Туровський Михайло Саулович[91]

2009 рік
- Зінченко Володимир Данилович[92]
- Мельник Анатолій Іванович[92]
- Олійник Микола Олексійович[92]
- Поляков Олексій Іванович[92]
- Мазур Богдан Миколайович[93]
- Откович Мирослав Петрович[94]
- Божко Ніна Григорівна[95]
- Герасимов Леонід Степанович[95]
- Слєпченко Володимир Павлович[96]
- Демцю Михайло Іванович[96]
- Сухоруких Анатолій Іванович[97]
- Баринова (Кулеба) Віра Іванівна[98]
- Гуменюк Феодосій Максимович[98]
- Ковтонюк Іван Ананійович[98]
- Мінько Олег Терентійович[98]
- Фещенко Василь Іванович[99]
- Одрехівський Володимир Васильович[100]
- Шкурко Анатолій Ничипорович[101]
- Самарська Ганна Миколаївна[102]

2010 рік
- Ігнащенко Анатолій Федорович[103]
- Гурбанов Сейфаддин Алі-огли[104]
- Несвітайло-Шакало Поліна Антонівна[105]
- Шелудько Леонід Миколайович[105]
- Ятченко Юлій Миколайович[105]
- Риндзак Михайло Йосифович[106]

2011 рік
- Аполлонов Іван Григорович[107]
- Горбенко Анатолій Олександрович[108]
- Согоян Фрідріх Мкртичович[109]

2012 рік
- Єфименко Віктор Романович[110]
- Тишкевич Григорій Антонович[111]
- Яланський Андрій Вікторович[112]

2013 рік
- Безніско Євген Іванович[113]
- Пікуш Андрій Андрійович[113]
- Грох Микола Никифорович[114]
- Одайник Оксана Вадимівна[115]

2014 рік
- Сипняк Петро Михайлович[116]
- Бондар Іван Іванович[117]

2015 рік
- Прокопенко Микола Миколайович[118]
- Левадний Олександр Миколайович[119]
- Макушин Юрій Андрійович[119]
- Франчук Валерій Олександрович[119]

2016 рік
- Бабак Микола Пантелеймонович[120]
- Козюк Володимир Євгенович[120]
- Селезінка Михайло Миколайович[120]
- Токарев Олександр Петрович[120]
- Волик Павло Іванович[121]
- Кузьма Борис Іванович[121]
- Матвєєв Євгеній Володимирович[121]
- Свалявчик Василь Петрович[121]
- Буйгашева Алла Борисівна[122]
- Данилич Тарас Федорович[122]
- Пономарьов Віктор Васильович[122]
- Ткачик Богдан Іванович[122]
- Шумський Ігор Петрович[122]
- Буряк Борис Іванович[123]
- Камишний Юрій Костянтинович[123]

2017 рік
- Москалюк Віктор Макарович[124]
- Сіробаба Микола Васильович[124]
- Білик Микола Ілліч[125]
- Садовський Олександр Васильович[125]
- Липовка Віктор Романович[126]
- Шолтес Степан Золтанович[126]

2018 рік
- Семенюк Василь Іванович[127]
- Пінчук Олег Степанович[128]
- Скаканді Юлій Юлійович[128]
- Шимчук Микола Олегович[128]
- Шолудько Володимир Борисович[128]
- Ілько Іван Іванович[129]
- Петренко Олексій Андрійович[129]
- Яремчук Любомир Антонович[129]

2019 рік
- Мамедов Катіб Сафар-огли[130]
- Озерний Михайло Іванович[130]
- Гавришкевич Ігор Степанович[131]
- Данилов В'ячеслав Павлович[132]

2020 рік
- Вільгушинський Роман Казимирович[133]
- Фізер Іван Васильович[133]
- Климович Микола Іванович[134]
- Кравченко Анатолій Григорович[135]
- Оврах Володимир Михайлович[135]
- Боньковський Олег Віталійович[136]
- Кравченко Галина Борисівна[136]

2021 рік
- Теліженко Микола Матвійович[137]
- Чередниченко Олександр Миколайович[137]

2022 рік
- Довгань Михайло Васильович[138]
- Чепурна Оксана Володимирівна[138]

2024 рік
- Бабієнко Володимир Володимирович[139]
- Марчук Анатолій Петрович[139]
- Кондратюк Василь Іванович[140]